# Excalibur (comics)
Pour les articles homonymes, voir Excalibur (homonymie).

Logo de la série de comic books Excalibur.

Excalibur est le nom de plusieurs équipes de super-héros successives présentes dans l'univers Marvel de la maison d'édition Marvel Comics, qui ont donné naissance à plusieurs séries de comics.
Conçue par le scénariste Chris Claremont et le dessinateur/coauteur Alan Davis, l'équipe apparait pour la première fois dans le comic book Excalibur Special Edition #1 en 1987, aussi connu sous le titre Excalibur: The Sword is Drawn.

## Origine
La première Excalibur (1988-98), lancée par Chris Claremont et Alan Davis, mettait en scène un groupe composé du super-héros anglais Captain Britain, de son amoureuse Meggan et de plusieurs anciens membres des X-Men et d'équipes mutantes dérivées (Kitty Pryde, Diablo, ...).
Traitant à ses origines de voyage interdimensionnel, la série devint par la suite un titre X plus conventionnel, avec des scénaristes comme Scott Lobdell ou Warren Ellis. Elle se termina sur le mariage de Captain Britain avec Meggan.

## Composition

### Équipe originale
L'équipe d'origine incluait : 
- Captain Britain (Brian Braddock)
- Diablo des X-Men
- Kitty Pryde des X-Men
- Rachel Summers
- Meggan la métamorphe

Des membres additionnels vinrent se greffer au fil de leurs aventures, parmi lesquels :
- Cerise (en)
- Kylun (en)
- Féron.
- Colossus (Piotr Rasputin)
- Douglock (Douglas Ramsey)
- Félina (Rahne Sinclair)
- Moira MacTaggert
- Peter Wisdom
- Micromax (Scott Wright)

L'équipe fut disloquée à la suite du mariage de Brian Braddock avec Meggan Puceanu.
La série limitée Excalibur reprenait le personnage de Captain Britain, mais ce fut son seul lien avec la série originelle.

### Excalibur(2004-05)
Le titre fut plus tard ressuscité par Chris Claremont, racontant les efforts du fondateur des X-Men, Charles Xavier, et de son ennemi Magnéto pour reconstruire la nation mutante de Genosha. En dehors du titre et du scénariste, elle n'a rien de commun avec l'ancienne équipe. Elle s'achève en faisant office d'introduction à la mini-série événement House of M.
L'équipe d'origine incluait : 
- Professeur X (Charles Xavier)
- Magnéto (Erik "Magnus" Lehnsherr)
- Callisto des Morlocks
- Freakshow, un mutant genoshéen
- Wicked, une mutante genoshéenne

### New Excalibur(2005-2007)
Une nouvelle série, New Excalibur, toujours scénarisée par Chris Claremont, a commencé en 2005 mettant en scène une équipe menée par Captain Britain, plus proche de la première mouture.
La composition de New Excalibur inclut : 
- Captain Britain
- Peter Wisdom
- Dazzler
- Le Fléau
- Nocturne, fille de Diablo dans une réalité alternative
- Sage

### Excalibur(2008)
À la suite du crossover Secret Invasion, où l'Angleterre fut envahie par les Skrulls, une nouvelle équipe de super-héros se forma pour défendre la patrie.
Ce groupe du MI-13 est formé à l'origine de :
- Captain Britain (Brian Braddock)
- Peter Wisdom
- Excalibur (Faiza Hussain (en))
- le Chevalier noir (Dane Whitman)
- Spitfire (Lady Jacqueline Falsworth)

Auxquels s'ajoutera par la suite :
- Meggan Braddock
- Blade (Eric Brooks)
- Union Jack (Joey Chapman)
- Alistaire Stuart
- O (Oliver Orwell)

### Excalibur(2019)
Excalibur a été reformée sous les machinations d'Apocalypse en tant qu'organisation diplomatique mutante opérant à Krakoa, au Royaume-Uni et dans l'Autre Monde.
Le groupe comprend à l'origine :
- Gambit (Remy LeBeau)
- Malicia (Anne Marie)
- Rictor (Julio Richter)
- Jubilee (Jubes Lee)
- Captain Britain (Betsy Braddock)
- Apocalypse (En Sabah Nur)

Il sera rejoint ensuite par :
- Bei the Blood Moon, mutante d'Arrako
- Shatterstar (Ben Gaveedra)
- Captain Avalon (Brian Braddock)
- Gloriana (Meggan Braddock)